# Isabelle Massieu
Isabelle Massieu (roz. Bauche, 3. dubna 1844, Paříž – 7. října 1932, Suresnes) byla francouzská cestovatelka, spisovatelka a fotografka. Massieu se stala první Francouzkou, která cestovala do Nepálu, o čemž psala v Népal et pays himalayens. V roce 1906 se stala členkou Řádu čestné legie.

## Životopis
Massieu se narodila v Paříži 3. dubna 1844. Provdala se za právníka Jacqua Alexandra Octava Massieua, který ji brával na cesty Evropou a Blízkým východem.  Když ve věku 50 let ovdověla, pokračovala v cestování.  Od roku 1892 začala cestovat do Asie.  V roce 1896 procestovala francouzskou Indočínu a Brity ovládanou Barmu. Vyprávěla o svých cestách do Indie v "A Frenchwoman at Ladak." Massieu se stala první Francouzkou, která cestovala do Nepálu.  Svou cestu v roce 1908 do Nepálu, přes Indii, Bhútán a Sikkim a do Tibetu popsala v knize Népal et pays himalayens. 
Massieu se v roce 1906 stala členkou Čestné legie.  Massieu zemřela v roce 1932 a byla pohřbena na hřbitově Carnot v Suresnes. Některé z jejích fotografií jsou součástí sbírky Musée de l'Homme.